# Futbol'nyj Klub Magnitogorsk
Il Magnitogorsk, ufficialmente Futbol'nyj Klub Magnitogorsk (in russo Футбольный клуб Магнитогорск?), nota a lungo come Metallurg Magnitogorsk, è una società calcistica russa con sede a Magnitogorsk.

## Storia

### Unione Sovietica
Fondata nel 1956 col nome di Metallurg, partecipò alle edizioni del 1937 e del 1938 della Coppa dell'Unione Sovietica col nome di Metallurg Vostoka. Nel 1948, riacquistato il nome originario di Metallurg, partecipò per la prima volta alla Vtoraja Gruppa, seconda serie del Campionato sovietico di calcio. Con la riorganizzazione dei campionati sovietici del 1949 sparì dal panorama nazionale.
Con l'ampliamento dei partecipanti del 1958 tornò nella seconda serie, nel frattempo nota come Klass B, per rimanervi fino al termine della stagione 1962, quando, con la riforma dei campionati sovietici, la stessa divenne terza serie e la squadra retrocesse. Rimase in Klass B fino al 1969 quando il club sparì dai campionati nazionali. Nel 1967 finì terza nel proprio girone e poté disputare le semifinali dei play-off promozione; finì terza nel proprio girone, ma fu ugualmente ammessa alla seconda serie, ora nota come Vtoraja Gruppa A.
L'ultimo posto del 1969 costò al club la doppia retrocessione, anche a causa della riforma dei campionati: la squadra fu collocata in Klass B, divenuta quarta serie del campionato; l'anno seguente, grazie alla chiusura di tale categoria, risalì nella Vtoraja Liga, la terza serie. Disputò questo campionato fino al 1989, quando retrocesse nella nuova Vtoraja Nizšaja Liga.

### Russia
Con la fine dell'Unione Sovietica e la nascita del campionato russo di calcio, fu collocato in Pervaja liga, la seconda serie; l'anno seguente con la riforma dei campionati fu retrocesso in Vtoraja Liga. Trasformatosi in Magnitka nel 1997, l'anno seguente si fuse con il Metiznik (seconda squadra di Magnitogorsk), dando vita al Metallurg-Metiznik.
Nel 2003 la squadra retrocesse nei dilettanti; l'anno seguente ritrovo la Vtoroj divizion, ma nel 2005 il club fallì. Nel 2006 fu rifondato col nome di Magnitogorsk.

## Statistiche e record

### Partecipazione ai campionati

#### Unione Sovietica
| Livello | Categoria            | Partecipazioni | Debutto | Ultima stagione | Totale |
| ------- | -------------------- | -------------- | ------- | --------------- | ------ |
| 2º      | Vtoraja Gruppa       | 2              | 1948    | 1949            | 9      |
| 2º      | Klass B              | 5              | 1958    | 1962            | 9      |
| 2º      | Vtoraja Gruppa A     | 2              | 1968    | 1969            | 9      |
| 3º      | Klass B              | 5              | 1963    | 1967            | 24     |
| 3º      | Vtoraja Liga         | 19             | 1971    | 1989            | 24     |
| 4º      | Klass B              | 1              | 1970    | 1970            | 3      |
| 4º      | Vtoraja Nizšaja Liga | 2              | 1990    | 1991            | 3      |

#### Russia
| Livello | Categoria       | Partecipazioni | Debutto | Ultima stagione | Totale |
| ------- | --------------- | -------------- | ------- | --------------- | ------ |
| 2º      | Pervaja liga    | 2              | 1992    | 1993            | 2      |
| 3º      | Vtoraja liga    | 4              | 1994    | 1997            | 11     |
| 3º      | Vtoroj divizion | 7              | 1998    | 2005            | 11     |